# Loathe
Loathe é uma banda da cidade de Liverpool, do país Inglaterra, de metalcore com influencias de djent e de shoegaze. A banda foi nomeada para o Metal Hammer Golden Gods Awards de Melhor Banda Nova e para o Heavy Music Awards de Melhor Banda Revelação da Inglaterra, ambos de 2018, além de apresentada, através de votação, na Revista Revolver, como a terceira banda da atualidade mais provável a entrar no Mainstream. A banda é ainda conhecida pelo uso de guitarra barítono pelos seus dois guitarristas.
A revista Metal Hammer elegeu seu disco I Let It in and It Took Everything como o 12º melhor disco de metal de 2020.

## Estilo musical
A banda tem como estilo musical uma fusão entre o Metalcore e o Nu metal, assim sendo considera uma banda de Nu metalcore, bem como tendo influencias de Djent e de Shoegaze. Entre as principais influencias da banda foram citadas bandas como o Slipknot, mais para o início da banda, e o Deftones, mais para atualmente.

## Integrantes

### Atuais
- Kadeem France - vocais sujos (2014 - presente), vocais limpos (2017 - presente)
- Erik Bickerstaffe - guitarra solo,, vocais limpos, vocais sujos (2014 - presente)
- Connor Sweeney - guitarra base (2014 - presente), vocais sujos de apoio (2017 - presente)
- Feisal El-Khazragi - baixo, vocais sujos de apoio (2018 - presente)
- Sean Radcliffe - bateria (2014 - presente)

### Anteriores
- Shayne Smith - baixo (2014 - 2018), vocais sujo de apoio (2017 - 2018)

## Discografia

### Álbuns de estúdio
- 2017 - The Cold Sun[8]
- 2020 - I Let It In and It Took Everything

### EPs
- 2016 - Prepare Consume Proceed[9]
- 2018 - This Is as One

### Singles
- 2016 - "In Death"
- 2017 - "Dance on My Skin"
- 2017 - "It's Yours"
- 2019 - "Gored"
- 2019 - "New Faces in the Dark"
- 2019 - "Aggressive Evolution"
- 2019 - "Two-Way Mirror"[10]

## Videografia
- 2016 - "Sheol/In Death"
- 2017 - "Dance on My Skin"
- 2017 - "It's Yours"
- 2017 - "East of Eden"
- 2017 - "White Hot"
- 2019 - "Gored"
- 2019 - "New Faces in the Dark"
- 2020 - "Two-Way Mirror"